# Joseph Franz von Goez
Joseph Franz von Goez (pronunciado: Yozeff Frunts fon Goats/Guts) (28 de febrero de 1754 en Sibiu - 16 de septiembre de 1815, Ratisbona ) fue un abogado, artista, ilustrador y retratista austríaco activo en Viena a mediados del siglo XVIII. Por sus caricaturas le apodaron "El Hogarth alemán" . A Goez se le atribuye la creación de la primera novela gráfica, con su autoría de Lenardo und Blandine: Ein Melodram Nach Bürger (Lenardo y Blandine: un melodrama basado en Bürger), publicada en 1783. Se trataba de un libro de cuentos ilustrado de una obra que Goez había escrito y producido basada en un poema de Gottfried August Bürger .  </link>

## Vida
La carrera profesional de Joseph Franz von Goez comenzó como abogado en Viena . Hasta que en 1779 decidió dedicarse a la carrera artística. Trabajó como retratista durante algún tiempo antes de mudarse a Munich, Alemania. Poco después, Goez escribió y produjo una obra basada en la balada dramática "Lenardo und Blandine" (Lenardo y Blandine) de Gottfried August Bürger .  </link> Ante el éxito de la dramatización de Lenardo und Blandine (Lenardo y Blandine), Goez decidió desarrollar una versión ilustrada de la historia. Publicando lo que ahora se considera la primera novela gráfica de la historia.
Joseph Franz von Goez continuó creando retratos e ilustraciones y vivió en Alemania durante el resto de su vida. Sus obras más famosas son de personajes públicos importantes, como el Papa Pío VI y Gustavo III, Rey de Suecia .  </link>

## 1754
Nació en Sibiu, Rumania .

## 1779-1783
Vivió y trabajó en Munich, Alemania .

## 1783
Publicado 'Lenardo und Blandine' (Lenardo y Blandine) .

## 1785
Se publica 'Ejercicios de imaginación de diferentes personajes y formas humanas' .

## 1785-1791
Continuó viviendo y trabajando en Munich, Alemania .

## 1801-1815
Vivió y trabajó en Ratisbona, Alemania, hasta su muerte septiembre 16th.